# Karina del Pozo
Nelly Karina del Pozo Mosquera (Quito, 1993-Quito, 20 de febrero de 2013) fue una modelo ecuatoriana de 20 años de edad, recordada por haber sido violada y asesinada por un grupo de amigos en 2013. La noticia de la desaparición de Del Pozo se conoció el 28 de febrero por medio de las redes sociales.

## Vida privada
Karina del Pozo nació en Quito, Ecuador, era huérfana de padres. Karina medía 1,65 m., por lo que consiguió con facilidad trabajar como impulsora.

## Antecedentes
La mañana del 18 de febrero de 2013, Karina del Pozo salió en busca de trabajo al Ministerio de Relaciones Laborales. Salió de su casa vistiendo chompa de cuerina negra, blusa café, short verde, botas cafés sin taco, dos pulseras metálicas en las muñecas y un collar de búho metálico. Luego entregó su hoja de vida a un restaurante y un local de venta de computadoras en compañía de su amiga Cecilia R. y con quién más tarde, a las 14:00 se reunió en un bar del norte de Quito con un grupo de amigas, y donde también se encontraba Juan Pablo V. Al finalizar la tarde, Karina quiso regresar a su casa, sin embargo Juan Pablo le dijo que no se preocupara porque él la llevaría más tarde con unos amigos, por lo que comieron pizza sin preocupación. Luego Juan Pablo Vaca llamó a sus amigos Giovanni David Piña Bueno, José Antonio Sevilla Freire, Nicolás León y Manuel Gustavo Salazar Gómez, quienes se encontraban en una concesionaria de autos realizando trámites y tardarían un poco en encontrarse. Juan Pablo junto a Karina y Cecilia salieron en dirección a la tribuna de Los Shirys en un auto Chevrolet Grand Blazer, compraron un vodka y se establecieron en el quinto piso de un edificio ubicado en la avenida Granda Centeno, pese a que la joven del Pozo manifestó no tener deseos de beber para llegar temprano a casa. Más tarde las dos jóvenes estaban por salir, pero José Sevilla le dijo vía telefónica a Juan Pablo que las convenciera de quedarse, puesto que ellos ya estaban por llegar con más bebidas alcohólicas.

## Versiones de los sospechosos durante y después de la reunión
David Piña, de quien se dice tuvo algo años atrás con Karina, era la primera vez que bebía tras 18 meses de entrenamiento en artes marciales mixtas, y volvió a verla después de 4 años. Mientras ambos entablaban una conversación, en otro cuarto se encontraban Cecilia y Nicolás quienes también habían tenido una relación amorosa hace 3 años. Más tarde Karina bajó al parqueadero para fumar cigarrillos junto a José, quien dice haberse besado con la joven y que está registrado en las cámaras de seguridad del lugar.
Luego de la reunión, todos fueron juntos en una camioneta, y dejaron primero a Cecilia en su casa. Cecilia le dijo a Karina que sería mejor que se quedara a dormir, a lo que respondió que tenía que ir a su casa. Por esto Cecilia les pidió de favor que dejaran primero a Karina, pero se opusieron debido a que todos los jóvenes a diferencia de Karina viven en el norte. En las distintas versiones se dice que a uno lo dejaron primero que al otro, sin coincidir en ninguna, sin embargo coinciden en que en el trayecto Karina estaba durmiendo y que pasaron por un lugar oscuro de Llano Chico.
Días después de la desaparición de Karina del Pozo, según versiones de José y Manuel, afirmaron que David la atacó, y Manuel relató que escuchó a Karina decirle a David: "Sabes que yo te quiero, hemos sido novios, sólo déjame ir, no me hagas daño, te prometo que no le voy a contar a nadie".
José, Manuel y David coincidieron en que Karina bajó de la camioneta para tomar un taxi en las calles Brasil y Edmundo Carvajal, pero la policía descubrió que dicha versión es falsa, al revisar el rastreo satelital del vehículo, el cual no pasó por esas calles aquel día.

## Hallazgo del cuerpo
El 27 de febrero, agentes de la Unidad Antisecuestro ingresaron por unos matorrales en una de las quebradas del norte de Quito, por medio de las calles Manuel Benítez y 17 de septiembre, localizadas entre las parroquias de Llano Chico y Llano Grande, donde encontraron el collar de búho metálico que usó la joven el día de su desaparición, y luego retiraron un tronco donde hallaron el cuerpo de Karina en un estado avanzado de descomposición, puesto que murió el mismo día de su desaparición. Su cadáver presentaba fractura en varios huesos de la base del cráneo, sus uñas rojas e impregnadas de tierra, y desprendimiento de la epidermis inguinal, síntomas de muerte por hemorragia cerebral debido a un trauma encefálico grave, al ser golpeada con una piedra luego de ser estrangulada. Del Pozo fue enterrada el 28 de febrero a las 16:45.

## Reacciones
El 27 de febrero se difundió por las redes sociales la desaparición de Karina del Pozo, y por la noche el ministro del interior, José Serrano Salgado, anunció por medio de su cuenta de Twitter que la joven no fue secuestrada y que había fallecido, ya que su cadáver fue hallado en la tarde, causando conmoción en sus familiares quienes retiraron el cuerpo de Karina del Departamento Médico Legal esa misma noche.
El 2 de marzo se comprobó mediante pruebas forenses, que el material orgánico del vehículo en el que se trasladaron los sospechosos coincidía con la sangre y saliva de Del Pozo, llevándose a cabo una marcha que contó con los familiares de la fallecida, junto a personas allegadas a varias mujeres desaparecidas.
El 12 de marzo se realizó una marcha a petición de una revocación a la prisión preventiva de Cecilia Rivera, organizada por amigos y familiares.
El 11 de abril, José Luis, el primo de Karina, presentó a la Asamblea Nacional del Ecuador un proyecto de ley con el nombre de la joven para la prevención y sanción del feminicidio.

## Detenidos
Los sospechosos fueron detenidos por 90 días bajo una orden de prisión preventiva el 28 de febrero. A las 17:30 se realizó una audiencia que contó con el ministro del interior, José Serrano, quien dijo que se determinarían el grado de responsabilidad de cada uno puesto que no se trataba de una banda organizada. El fiscal Vicente Reinoso sostuvo que los jóvenes consumieron vino, cerveza y marihuana. Luego de la reunión social se realizó un recorrido por el domicilio de cada uno alrededor de la 01:30 del 20 de febrero, sin embargo gracias al GPS de la camioneta cuyo dueño es Manuel Gustavo Salazar, se determinó que los primeros en llegar a sus hogares fueron Cecilia y Nicolás L., y que desde las 02:39 hasta las 03:35 estuvo en Llano Grande, y finalmente llegó al domicilio de Salazar a las 04:00.
El 11 de marzo se realizó una recreación de la vida de Karina del Pozo, 8 horas antes de su muerte. Comenzó a las 19:20 en el edificio Génesis en la calle Granda Centeno, donde se trasladaron a Manuel Salazar, David Piña, José Sevilla, Nicolás León y Cecilia Rivera para que recreen la fiesta privada, con ellos se trasladaron el fiscal Vicente Reinoso junto al Grupo Especial Alpha (GEA) que los escoltaban, permaneciendo hasta las 23:30 en el quinto piso del edificio. Luego se trasladaron desde las 23:47 hasta las 23:50 a la vivienda de Cecilia R., luego a la de Nicolás León y finalmente a las 00:19 llegaron a la quebrada Llano Chico donde los sospechosos declararon haberla estrangulado y golpeado en la cabeza con una piedra hasta matarla.
El 24 de junio, el juez Raúl Martínez llamó a juicio a Manuel Salazar, Geovanny David Piña, José Sevilla, dictado por el fiscal Vicente Reinoso, por el homicidio de Karina del Pozo. Cecilia Rivera y Nicolás L. fueron liberados de cargos el 1 de agosto.
El 10 de septiembre, el Tribunal Séptimo de Garantías Penales de Pichincha sentenció a la pena máxima de 25 años a David Piña en calidad de autor material y a José Sevilla y Gustavo Salazar, en calidad de coautores, así como el pago de una indemnización económica a la familia de la víctima.